# Florula Juvenalis
Florula Juvenalis (abreviado Fl. Juvenalis) es un libro con ilustraciones y descripciones botánicas que fue escrito por el botánico francés Dominique Alexandre Godron y publicado en Montpellier en el año 1853 con el nombre de Florula Juvenalis seu Enumeratio et Descriptio Plantarum, e Seminibus Exoticis inter Lanas Allatis Enatarum in Campestribus Portus Juvenalis prope Monspelium.